# Klintsy

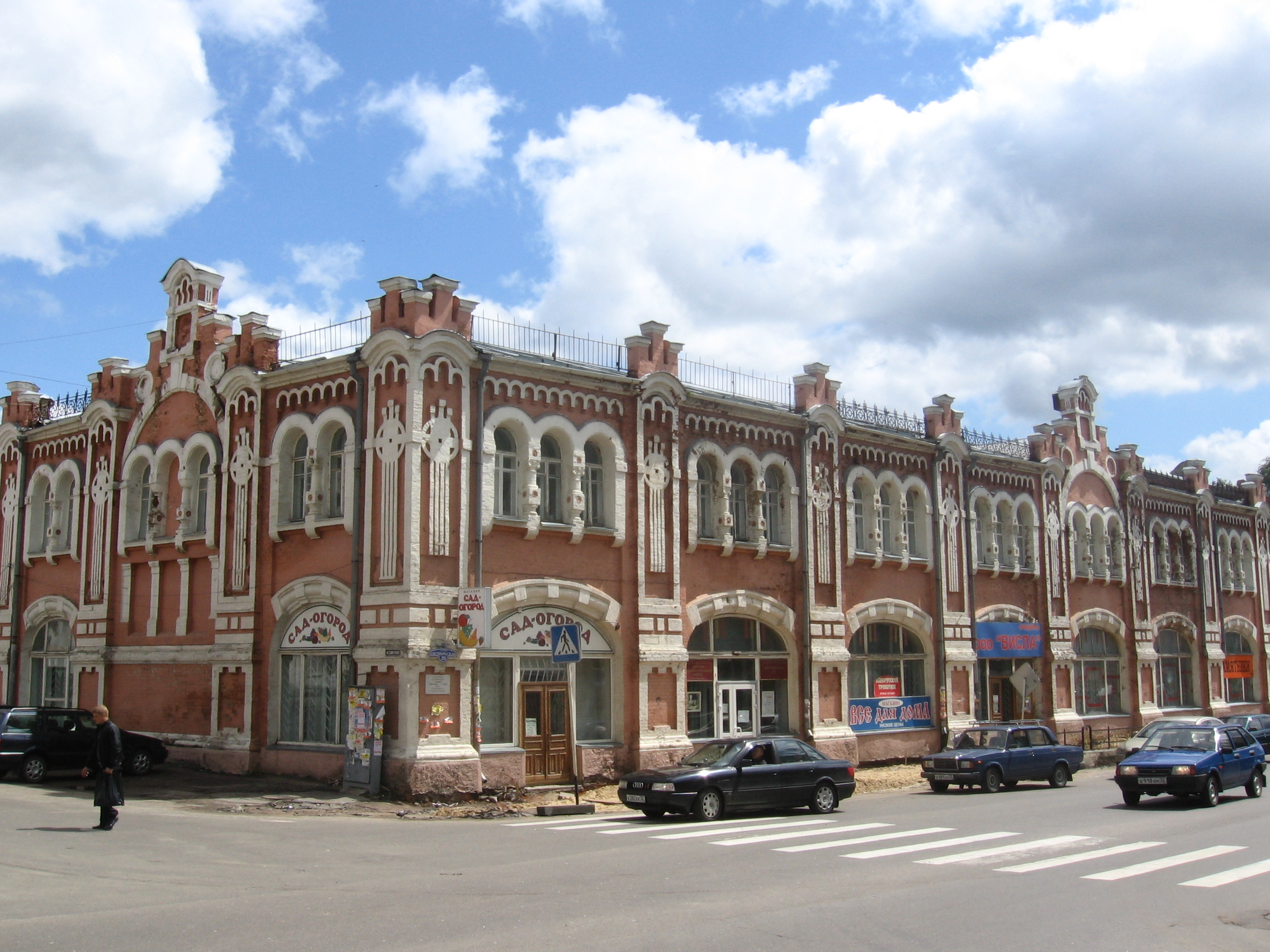
Klintsy

Klintsy (tiếng Nga: Клинцы) là một thành phố Nga. Thành phố này thuộc chủ thể Bryansk Oblast. Dân số: 62.510 (Điều tra dân số 2010); 67.325 (Điều tra dân số 2002); 71.161 (Điều tra dân số năm 1989).

## Thành phố kết nghĩa
- Kyustendil, Bulgaria